# Stomolophus
Stomolophus is een geslacht van neteldieren uit de familie van de Stomolophidae.

## Soorten
- Stomolophus fritillarius Haeckel, 1880
- Stomolophus meleagris Agassiz, 1862